# 漢一郎
漢 一郎（あや いちろう、天保9年（1838年） - 慶応4年8月21日（1868年10月6日））は、新選組隊士。旗役頭取。
摂津国大阪出身。戊辰戦争時に流山で局長近藤勇が新政府軍へ出頭すると、新選組本隊とは別行動を取った副長土方歳三に従って、大鳥圭介ら旧幕府軍と合流。宇都宮、会津へと転戦して、母成峠の戦いで戦死した。享年31。
なお、母成峠の戦いでの絵図が中島登によって描かれている。